# Tröghetslagen
Newtons första lag eller tröghetslagen, som den också kallas, definierar inertialsystem. Denna lag är den grundläggande av Newtons rörelselagar. Lagen är en manifestation av materiens inneboende egenskap tröghet, efter vars orsak vetenskapen fortfarande letar.
Varje kropp i ett inertialsystem förblir i sitt tillstånd av vila eller likformig och rätlinjig rörelse, om den inte påverkas av någon kraft.
Man kan tänka sig att det finns ett inertialsystem, som är fixerat till universum och att koordinatsystem som rör sig i konstant hastighet jämfört med detta också är inertialsystem. Jorden är då egentligen inte ett inertialsystem, då den roterar kring sin egen axel och solen. Solen i sin tur roterar kring Vintergatan. Alla dessa rörelser är accelererade. Rör man sig ändå i ett tillräckligt begränsat område, kan man oftast göra approximationen att vi befinner oss i ett inertialsystem.
Lagen beskriver alltså en kropp, på vilken inga krafter verkar. En sådan kropp kallas en fri kropp eller fri partikel. Om ingen kraft verkar på kroppen, så förändras inte hastigheten. Denna upptäckt var ett stort genombrott i fysikens utveckling, då man alltid tidigare hade trott att det behövdes en kraft för att någonting skulle kunna hålla en konstant hastighet. Skillnaden var att man alltid tidigare hade tittat på saker utsatta för friktion, medan man nu började titta på saker som rör sig friktionsfritt. 